# Marek Michalička
Marek Michalička (* 23. Dezember 1986 in Prag, damals Tschechoslowakei) ist ein tschechischer Tennisspieler.

## Karriere
Michalička spielt hauptsächlich auf der ITF Future Tour und der ATP Challenger Tour. Auf ersterer gewann er bislang jeweils elf Titel im Einzel sowie im Doppel.
2012 nahm er erstmals an einer Qualifikation für ein Grand-Slam-Turnier teil. Bei den US Open verlor er gegen Roberto Bautista Agut 3:6, 4:6. Sein Debüt im Hauptfeld auf der ATP World Tour hatte Michalička 2016 in Indian Wells bei den BNP Paribas im Doppel. Mit Ivo Minář als Partner unterlagen sie Édouard Roger-Vasselin und Nenad Zimonjić mit 3:6, 7:6, [15:17], wobei sie vier Matchbälle im Match-Tie-Break nicht nutzen konnten.